# هی دلبر عصبانی
هی دلبر عصبانی یا هی خوشگل عصبانی (به انگلیسی: Hey angry belle) فیلمی هندی تامیلی در ژانر کمدی عاشقانه به کارگردانی بریندا محصول ۲۰۲۲ است. در این فیلم بازیگرانی همچون دولکوئر سلمان، ادیتی رائو حیدری و کجال آگاروال ایفای نقش کرده‌اند. این اولین تجربه کارگردانی بریندا است.
این فیلم بر اساس فیلم آرژانتینی ( یک دوست پسر برای همسرم ۲۰۰۸ ) اقتباس شده؛ اما نقش‌ها عوض شده‌اند.
باتوجه به اینکه این فیلم با نقدهای مثبتی رو به‌ رو شد؛ اما نتوانست در گیشه خوب عمل کند.

## خلاصه داستان
آریان (دولکر سلمان) مهندس نرم‌افزار و مونا (آدیتی رائو حیدری) یک دیرینه‌شناس طوفان باهم در کافه‌ای ملاقات می‌کنند و عاشق یکدیگر شده و ازدواج می‌کنند. دوسال بعد از ازدواج‌شان مونا پرحرفی و محبت بیش از اندازه آریان را نمی‌تواند تحمل کند و تصمیم گرفته از او جدا شود. به همین خاطر روش‌هاش مختلفی را برای جدایی امتحان می‌کند. تا اینکه برای یک پروژه کاری مونا به شهر دیگری به مدت یک سال می‌رود و در آنجا با دکتر مالا (کاجال آگاروال) مشاور خانواده آشنا می‌شود و از او می‌خواهد که

## فیلمبرداری
فيلم در چناى با سلمان و حيدرى در طول مارس 2020 ادامه يافت تا اينكه به دليل همه‌گيرى کرونا در هند متوقف شد. فيلمبردارى فيلم در اوايل نوامبر 2020 از سر گرفته و كاجال آگاروال پس از عروسی‌اش به مجموعه پيوست. فیلم‌برداری در اواخر دسامبر 2020 در چناى به پايان رسيد.

## تولید
در ژانويه 2020، گزارش شد كه جيو استوديوز با بريندا طراح رقص، براى اولين كارگردانى خود از طريق يك فيلم كمدى رمانتيك با بازى دولكر سلمان، آدیتی رائو حيدرى و كاجال آكاروال در نقش‌هاى اصلى قرارداد بسته است. اين فيلم با عنوان (هى سيناميكا) كه از آهنگى از فيلم (او كادال كانمانى ۲۰۱۵) ساخته مانى راتنام الهام گرفته شده است.